# Sporobolus durus
Sporobolus durus là một loài cỏ thuộc họ Poaceae, chỉ có ở đảo Ascension. Nó bị tuyệt chủng do bị khai thác quá mức và bị thay bởi các loài thực vật xâm hại. Không rõ thời gian tuyệt chủng của nó; lần cuối cùng nó được ghi nhận là vào năm 1886 nhưng mãi đến năm 1998 mới được tìm hiểu sâu hơn.

## Hình ảnh

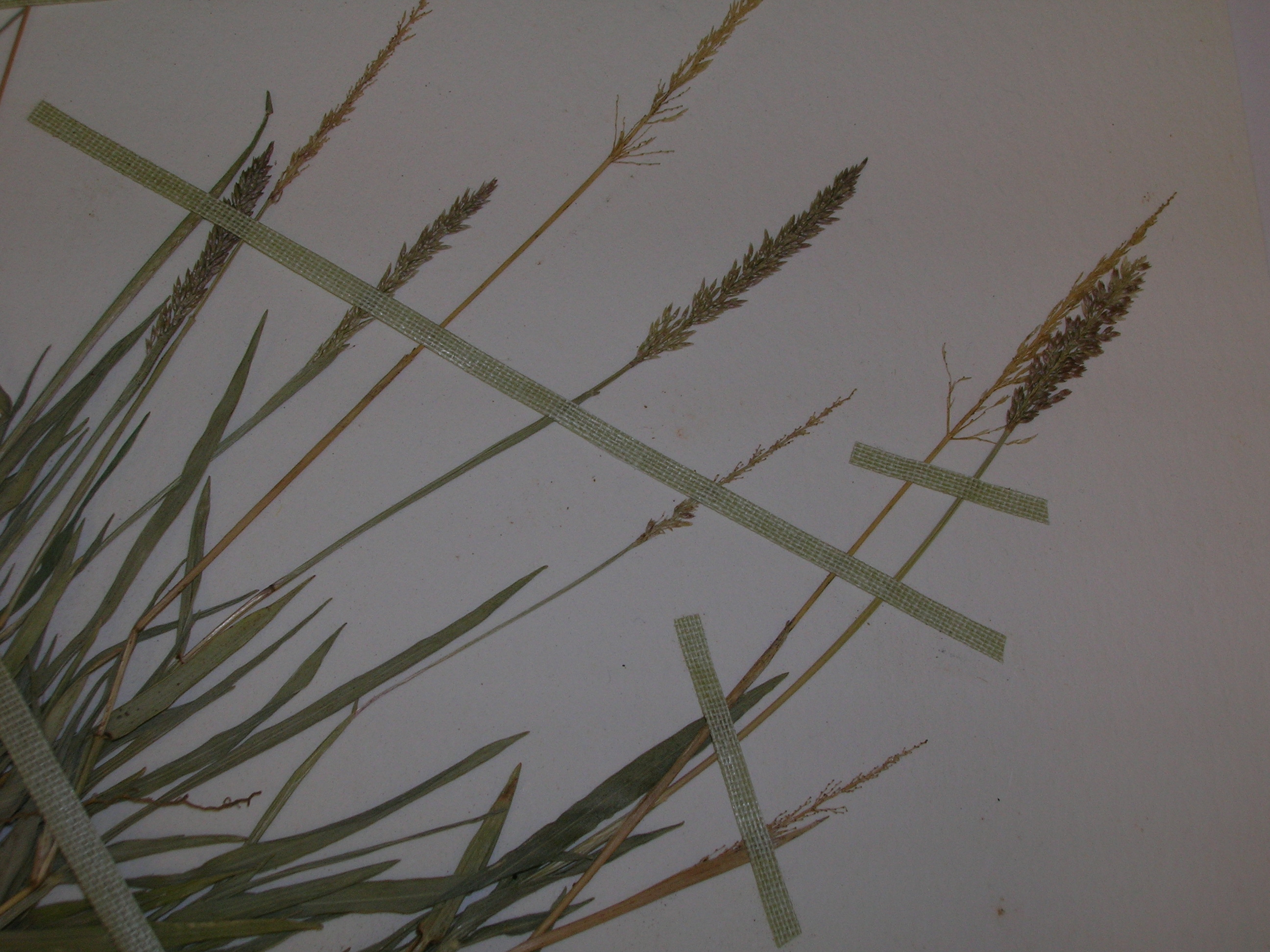
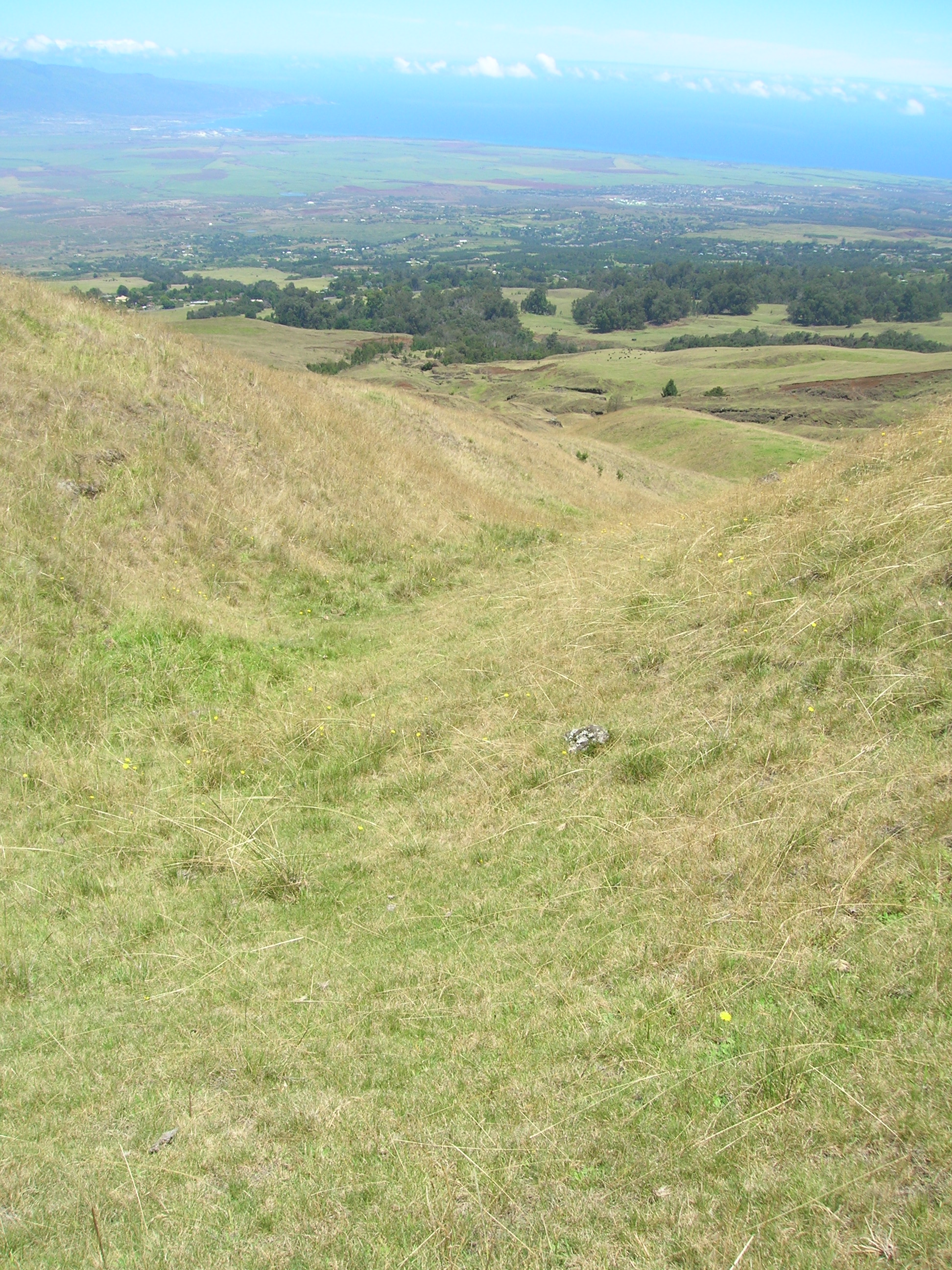
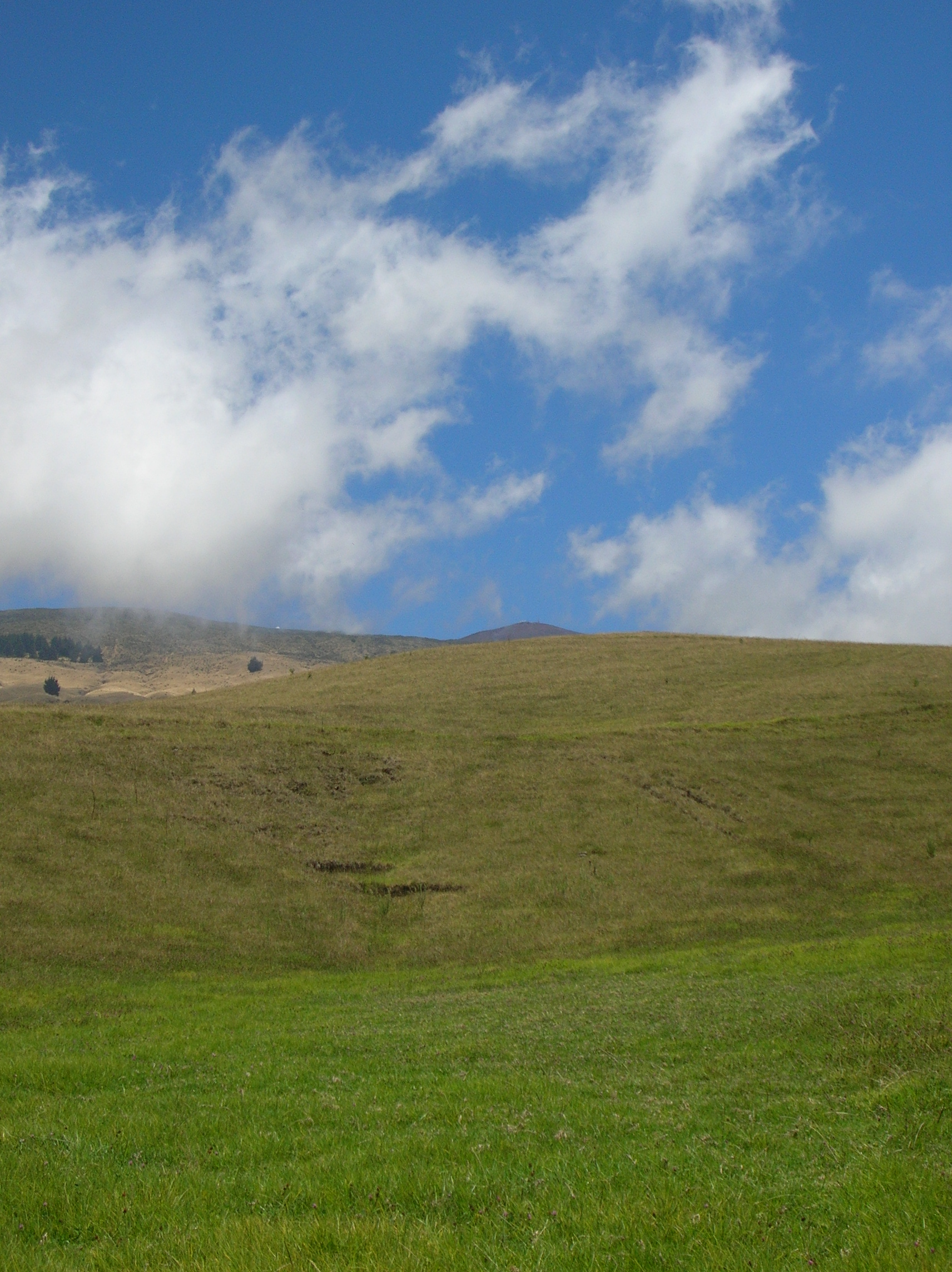
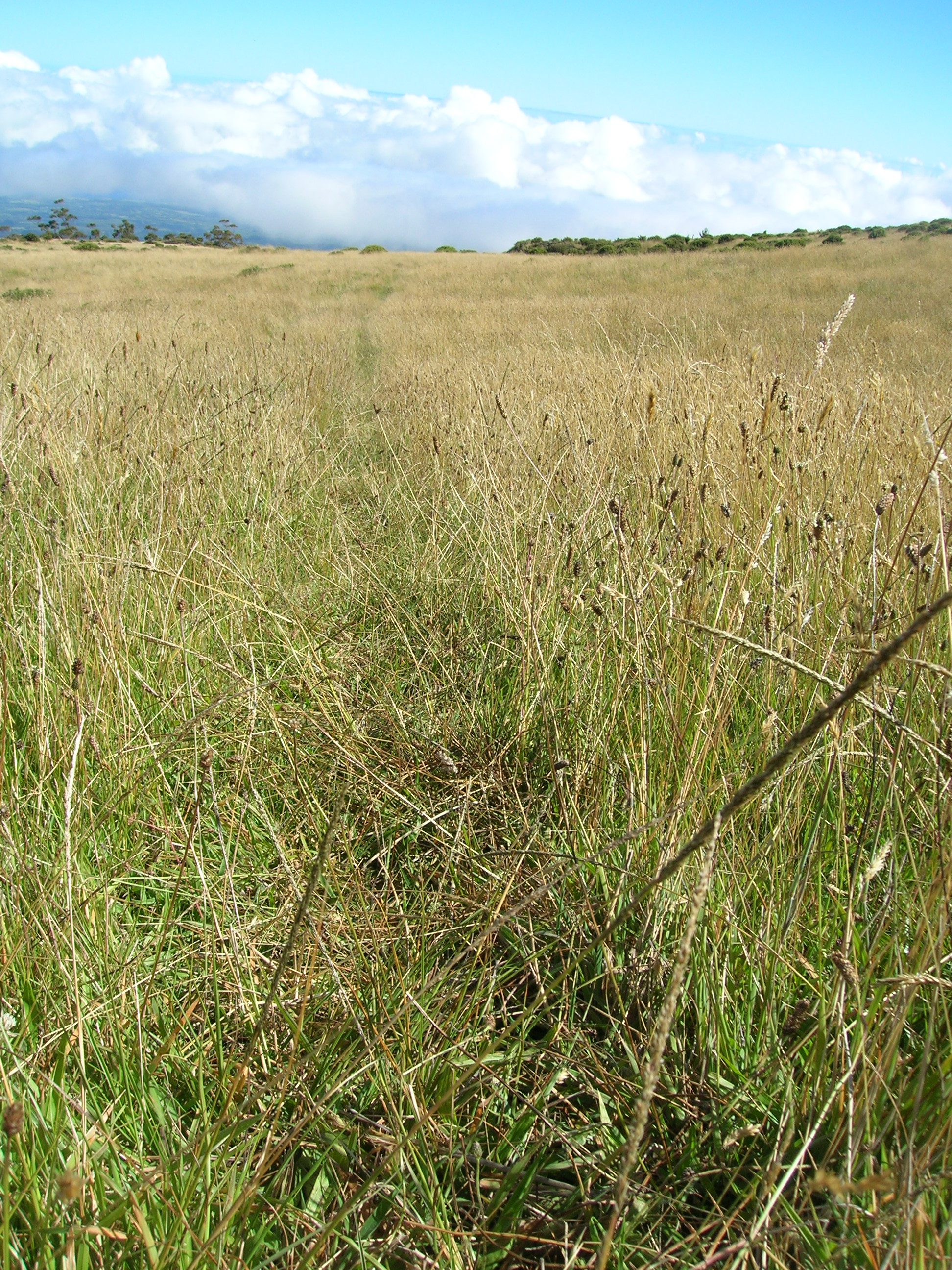